# وون‌پیل
وون‌پیل (کره‌ای: 김원필؛ زادهٔ ۲۸ آوریل ۱۹۹۴) خواننده اهل کره جنوبی است.